# Stdnoreturn.h
stdnoreturn.h — заголовочный файл стандартной библиотеки языка программирования С, который предоставляет макрос для невозвратных функций. Данный заголовочный файл появился в стандарте C11.

## Макросы
Макросы, описанные в секции 7.23 стандарта ISO/IEC 9899:201x: 
| Имя      | Примечания               |
| -------- | ------------------------ |
| noreturn | расширяется до _Noreturn |

## Пример использования
```
#include
 
<stdlib.h>

#include
 
<stdio.h>

#include
 
<stdnoreturn.h>

noreturn
 
void
 
stop_now
(
int
 
i
)

{

    
if
 
(
i
 
>
 
0
)
 
exit
(
i
);
 
// Если i > 0, завершаем работу программы с кодом возврата i

}

 

int
 
main
(
void
)

{

  
puts
(
"Подготовка к остановке программы"
);

  
stop_now
(
2
);

  
puts
(
"Эта строка никогда не будет выведена на экран"
);

}

```

Вывод:
```
Подготовка к остановке программы
```